# Доротея фон Липе-Браке
Доротея фон Липе-Браке (на немски: Dorothea zur Lippe-Brake; * 23 февруари 1633 в Браке в Лемго; † 17 март 1706 в Касел) е графиня от Липе-Браке и чрез женитба графиня на Куновиц (днес Куновице в Чехия).
Тя е дъщеря на граф Ото фон Липе-Браке (1589 – 1657) и съпругата му графиня Маргарета фон Насау-Диленбург (1606 – 1661), дъщеря на граф Георг фон Насау-Диленбург (1562 – 1623) и втората му съпруга графиня Амалия фон Сайн-Витгенщайн (1585 – 1633).
Доротея фон Липе-Браке умира на 17 март 1706 г. на 73 години в Касел и е погребана в църквата „Св. Мартин“, Касел.

## Фамилия
Доротея фон Липе-Браке се омъжва на 10 май 1665 г. в Браке в Лемго за граф Йохан Дитрих фон Куновиц (* 23 февруари 1624; † 16 ноември 1700, Фритцлар), син на граф Йохан Бернхард фон Куновиц († 1627) и Анна Елизабет Врбна фон Фройдентал († 1642). Те имат шест деца:
- Хедвиг София, омъжена за Вилхелм Лудвиг фон Дьорнберг
- Доротея Елизабет
- Юлиана Луиза (* август 1671; † 21 октомври 1754), омъжена на 22 май 1705 г. в Хале на Зале за граф Рудолф Фердинанд фон Липе-Бистерфелд (1671 – 1736)
- Карл
- Шарлота Амалия (* 17 април 1677; † 8 юни 1722), омъжена на 4 декември 1698 ф. в Клайнхойбах за генерал-майор граф Филип Карл фон Ербах-Фюрстенау-Бройберг (1677 – 1736)
- Мария Филипина, омъжена за Лудвиг фон и цу Шахтен